# Prix littéraires du Gouverneur général 1967
Liste des Prix littéraires du Gouverneur général pour 1967, chacun suivi du gagnant.

## Français
- Prix du Gouverneur général : romans et nouvelles de langue française : Jacques Godbout, Salut Galarneau !.
- Prix du Gouverneur général : poésie ou théâtre de langue française : Françoise Loranger, Encore cinq minutes.
- Prix du Gouverneur général : études et essais de langue française : Robert-Lionel Séguin, La Civilisation traditionnelle de l'"Habitant" aux XVIIe et XVIIIe siècles.

## Anglais
- Prix du Gouverneur général : poésie ou théâtre de langue anglaise : Alden Nowlan, Bread, Wine and Salt et Eli Mandel, An Idiot Joy.
- Prix du Gouverneur général : études et essais de langue anglaise : Norah Story, The Oxford Companion to Canadian History and Literature.